# Якимово (община Виница)
Якимово (макед. Јакимово) — село в Северной Македонии, входит в общину Виница.
Село расположено в восточной части Кочанско-Виницкой котловины, на реке Брегалница, в 2 км к северу от административного центра общины — города Виница. Высота над уровнем моря — 578 м.

## История
В 1900 году здесь проживало 310 жителей, из которых 50 — турки, 260 болгары (македонцы)-христиане. В 1905 году 192 жителя села были прихожанами церкви Болгарской екзархии.

## Достопримечательности
Неподалёку от села находятся археологические памятники древнеримской эпохи: Амбарица, Блатечки-Пат, Купелот, Селски-Гробишта.
Село известно православным храмом Святого Иоакима Осоговского освящённым в 2002 году.